# Emily Baadsvik
Pour les articles homonymes, voir Baadsvik.
Emily Baadsvik, née le 12 avril 1983 à Smithers, est une bobeuse canadienne.

## Carrière
Elle remporte aux Championnats du monde de la FIBT 2012 à Lake Placid la médaille de bronze en équipe mixte.

## Palmarès

### Championnats monde
- : médaillé de bronze en équipe mixte aux championnats monde de 2012.

### Coupe du monde
- 3 podiums  : 
  - en bob à 2 : 2 victoires et 1 deuxième place.
- 2 podiums en équipe mixte : 2 deuxièmes places.

#### Détails des victoires en Coupe du monde
| Édition   | Bob à 2            | Monobob |
| 2011-2012 | La Plagne Whistler |         |